# بيتر برايان هينان
بيتر برايان هينان (بالإنجليزية: Peter Brian Heenan)‏ هو عالم نبات نيوزيلندي، ولد في 1961 في نيوزيلندا.